# Breakcore
Breakcore är en löst definierad elektronisk musikstil. Genren blandar element från andra musikstilar såsom gabber, hardcore, grindcore, industrial, jungle, punk, drum & bass och IDM till ett breakbeatorienterat sound. Det är dock vanligt förekommande att man hör influenser och samplingar från vilken musik som helst i breakcore också, inte bara elektronisk.
Termen breakcore har använts på musikstilen sedan tidigt 1990-tal. Tidiga artister i genren anses vara bland annat Atari Teenage Riot och Bomb20. Termen föll i glömska men plockades upp igen av en andra våg med artister på 2000-talet såsom Drumcorps, I:gor eller Eiterherd. Liksom punk anses ofta breakcore vara en genre som definieras mer genom en attityd än stilistiska regler. 
Breakcore som subkultur har sina rötter i den europeiska antifascist- och husockupationsrörelsen och i Europa sammangöts genren till stor del av raves och klubbevenemang såsom Breakcore Gives Me Wood, som lanserar lokala akter såsom Sickboy, Droon och UndaCova, i Belgien och A Go Go, som leds av FFF och Bong-Ra, i Nederländerna. Breakcore har sina starkaste europeiska fästen i dessa två länder, men även i städer som Rennes och London. Sverige fick sin första klubb med inriktning mot breakcore år 2008 då Adrenalin lanserades i Stockholm. Klubben hade redan under första halvåret av 2009 besök av internationellt uppmärksammade artister såsom The Teknoist från Storbritannien, Rotator från Frankrike, Donna Summer (Jason Forrest) från USA och Cardopusher från Venezuela.

## Breakcoreproducenter/DJs
- µ-Ziq
- Abelcain
- Bong-Ra
- Rotator
- Cardopusher
- FFF (DJ Tommy de Roos)
- Despoilah
- Doormouse
- Droon
- Drop The Lime
- Drumcorps
- DJ Balli
- Duran Duran Duran
- Eiterherd
- Electric Kettle
- Enduser
- Goreshit
- Hecate
- Hrvatski
- I:gor
- Igorrr
- Jason Forrest (Donna Summer)
- Kid606
- Knifehandchop
- Krumble
- Ladyscraper
- Le Jad
- Makasu Hath Core
- Otto von Schirach
- Rotator (a.k.a Mr Kill, Black Ham)
- Shitmat
- Sickboy
- S.I.M On Kor Funkle
- The Flashbulb
- The Teknoist
- Toecutter
- Venetian Snares
- Xanopticon
- Mister Nobody

## Svenska breakcoreartister/DJ:ar
- Ayhan Aydin
- Babylon Disco
- Da Best Party Ever
- Dröner
- Fërmënted Furbyz
- ISOpussy
- Kul-Sprutz
- Ljudit Andersson
- Loli Ripe
- Marcanta
- Mr. Funnyshoes
- Negrobeat
- Michael Intergalaxon
- Peter Eriksson
- Philia Monstrum
- Sculpted Noise
- Sfan00
- Tarmskrap
- The Toilet
- The Jesus Mohammeds
- Veqtor
- XÄCKSECKS
- zkoa